# Klasa samochodu
Klasa samochodu (inaczej zwana segmentem) – umowny zbiór, do którego należą samochody. Mogą być to samochody osobowe lub dostawcze o określonych cechach lub przeznaczeniu.

## Podział na klasy
W zależności od rynku motoryzacyjnego istnieją dwa podstawowe podziały. W Europie, czyli również w Polsce, ważniejszy jest podział według wielkości samochodu, a w Ameryce Północnej cenowy. Jednak w celu porównania dwóch lub więcej samochodów należy dokonać obu podziałów jednocześnie. Ponieważ podział jest umowny i zmienia się wraz z rynkiem dla orientacji dodano przykłady w postaci wybranych marek i modeli.

### Podział cenowy
Dokonuje się go, aby porównywać ze sobą samochody z tego samego przedziału cenowego lub przeznaczenia.
- samochody tanie – np.: Dacia, FSO, Daewoo, Łada
- samochody popularne – np.: Volkswagen, Opel, Suzuki, Honda, Toyota, Fiat, Chevrolet, Ford, Škoda, Citroën, Renault, Peugeot, Kia, Hyundai, SEAT
- samochody luksusowe – np.: Alfa Romeo, Audi, BMW, Mercedes-Benz, Acura, Lexus, Infiniti, Land Rover, Jaguar, Lancia, Lincoln, Cadillac, Buick, DS Automobiles
- samochody superluksusowe – np.: Maybach, Rolls-Royce, Bentley
- samochody sportowe – np.: Porsche, Maserati, Aston Martin, Lotus
- samochody supersportowe – np.: Ferrari, Lamborghini, Bugatti, McLaren Ltd, Koenigsegg

### Klasy samochodów osobowych według wielkości (Europa)
Dokumenty europejskie nie definiują poszczególnych klas, jedynie wskazują podział na klasy A, B, C, D, E, F, G (S), M (K), J (I), odnoszące się ogólnie do kryteriów wielkościowych, i podają ich angielskie nazwy. Wskazano jednocześnie, że granice pomiędzy segmentami są nieostre z powodów innych niż sama wielkość samochodu, jak cena, wizerunek marki i wyposażenie. Segmenty zostały uznane za wskazówkę do pozycjonowania samochodów na rynku. Jednocześnie należy mieć na uwadze, że podział ten powstał, gdy dominowały tradycyjne typy nadwozia: sedan, hatchback, liftback, kombi, coupé, kabriolet, natomiast samochody typu van należą do jednego segmentu M, a SUV do segmentu J niezależnie od wielkości.
- małe (mini, segment A, ang. mini cars) – samochody przeznaczone do jazdy miejskiej; cechują je niewielkie wymiary oraz niskie koszty eksploatacji. Niepraktyczne do poruszania się na trasach pozamiejskich. Mogą być dwu- lub czteroosobowe, pięcioosobowe zwykle przeznaczają trzy tylne miejsca dla dzieci. Przykłady: Citroën C1, Chevrolet Spark, Daewoo Matiz, Kia Picanto, Fiat Seicento/600/Panda/500, Peugeot 107, Škoda Citigo, Toyota Aygo, 
  - mikrosamochody – zaliczana do segmentu A grupa samochodów o najmniejszych wymiarach i bardzo małych jednostkach napędowych. Samochody te są często kupowane przez firmy czy urzędy i wykorzystywane do poruszania się w obszarach miejskich przez ich pracowników. Ze względu na swoje cechy, w wielu krajach można nimi poruszać się na podstawie osobnego prawa jazdy. Przykłady: Aixam A751, Ligier Nova, Smart Fortwo, Toyota iQ, BMW Isetta, Mikrus MR-300, Peel P50
- miejskie (segment B, ang. small cars) – małe samochody oferujące więcej aniżeli segment A miejsca dla pasażerów oraz praktyczny bagażnik. Cechy te pozwalają na poruszanie się nimi na trasach poza miastem, jednakże bardziej przeznaczone są do użytkowania w mieście jako „kolejny samochód” w rodzinie. Oprócz wersji hatchback, niektóre modele oferowane również w wersjach nadwoziowych sedan czy kombi. Przykłady: Chevrolet Aveo, Citroën C2/C3, Daewoo Lanos, Fiat Punto, Ford Fiesta, Hyundai i20, Kia Rio, Opel Corsa, Peugeot 207, Toyota Yaris, Škoda Fabia, Volkswagen Polo, SEAT Ibiza, Dacia Sandero, Dacia Logan, Renault Thalia
- kompaktowe (klasa niższa-średnia, segment C, ang. medium cars) – samochody średnich wymiarów przeznaczone do jazdy po mieście oraz na trasach. Oferują miejsce dla pięciu dorosłych osób oraz bagażnik, a także w miarę komfortowe warunki podróżowania. Wybierane zarówno jako pierwszy, jak i  kolejny pojazd w rodzinie. Szeroka gama wersji nadwoziowych. Przykłady: Citroën C4, Chevrolet Cruze, Fiat Bravo, Ford Focus, Honda Civic, Hyundai i30, Kia Cee’d, Mazda 3, Opel Astra, Peugeot 308, Renault Mégane, Škoda Octavia, Toyota Corolla, Volkswagen Golf
  - sportowe wersje (GTI – Grand Tourizmo Injection, RS - Racing Sport, np. Ford Escort RS2000 lub Volkswagena Golf GTI) – bardzo mocne, sportowe wersje samochodów, których ponadprzeciętne osiągi nierzadko kwalifikują te wersje jako małe samochody sportowe. Przykładami są Ford Focus RS, Honda Civic Type-R, Mazda 3 MPS, Opel Astra OPC, Renault Mégane RS, Volkswagen Golf GTI/R32
  - kompaktowe „premium” – samochody kompaktowe wyższej klasy. W porównaniu do typowych samochodów segmentu C są często lepiej wyposażone – a także droższe, choć nie zawsze przekłada się to na cechy praktycznie (ilość miejsca, komfort jazdy itp.). Przykłady: Alfa Romeo Giulietta, Audi A3,  Mercedes-Benz klasy A (2012), Lancia Delta, Lexus CT, Infiniti Q30, Volvo V40
- klasa średnia (samochody rodzinne, segment D, ang. large cars) – samochody zapewniające komfortowe warunki podróżowania pięciu dorosłym osobom (z bagażem) na dłuższych dystansach. Najczęściej w wersjach nadwoziowych sedan (lub bliskich wielkością sedanom hatchback) oraz kombi. Wiele z nich dostępnych jest w wersjach coupé, najczęściej jako sportowe, ekskluzywne wersje danego modelu. Przykłady: Citroën C5, Daewoo Nubira, Ford Mondeo, Honda Accord, Hyundai i40, Mazda 6, Opel Insignia/Vectra, Renault Laguna/Talisman, Peugeot 508, Toyota Avensis, Volkswagen Passat, Škoda Superb.
  - klasa średnia „premium” – nieoficjalna nazwa samochodów klasy średniej produkowanych przez marki kojarzone z luksusem. Często są one droższe i lepiej wyposażone (zarówno pod względem wygody, jak i techniki). Przykłady: Audi A4, BMW serii 3, Cadillac BLS, Jaguar XE, Mercedes klasy C, Lexus IS, Infiniti Q50, Saab 9-3, Volvo S60, Alfa Romeo 159.
- klasa wyższa-średnia (segment E, ang. executive cars) – duże, komfortowe i bogato wyposażone samochody, których celem jest nie tylko użytkowanie przez rodziny, ale także jako reprezentacyjne limuzyny dla firm. Technika i wyposażenie w nich zawarte pozwala na długie podróże - a dane techniczne czołowych wersji mogą nierzadko konkurować nawet z typowymi samochodami sportowymi. Klasę podzielić można na dwie grupy:
  - topowe modele producentów samochodów niższej klasy, prezentujące ich nowinki techniczne i pełne wyposażenie (np. Alfa Romeo 166, Citroën C6, Honda Legend, Hyundai Genesis, Lancia Thesis, Peugeot 607, Renault Vel Satis.)
  - modele producentów samochodów wyższej klasy, dla których segment E jest tylko częścią gamy pojazdów, zawierającą większość, choć nie wszystkie dostępne u producenta elementy wyposażenia (np. Audi A6, BMW serii 5, Volvo S80, Cadillac STS/CTS, Jaguar XF, Lexus GS, Mercedes klasy E).
- luksusowe (segment F, ang. luxury cars) – limuzyny o najwyższym poziomie wyposażenia i najlepszych (często największych) silnikach. Ich cechy pozwalają na bardzo komfortową podróż zarówno kierowcy, jak i pasażerom. Używane często jako reprezentacyjne limuzyny dla szefów państw, firm itd., samochodami tymi nierzadko jeździ się lepiej jako pasażer tylnych siedzeń, a nie jako kierowca. Przykłady: Audi A8, BMW serii 7, Cadillac DTS, Jaguar XJ, Lexus LS, Mercedes klasy S. 
  - „ultra-luksusowe” – określane jako „Segment F+” limuzyny, których wyposażenie, luksus i styl znacząco odbiegają od typowych przedstawicieli klasy samochodów luksusowych. Są to najczęściej bardzo drogie pojazdy, nierzadko ręcznie produkowane przez cenione na całym świecie fabryki. Przykłady: Maybach 57/62, Rolls-Royce Phantom, Bentley Continental/Bentley Mulsanne, Mercedes-Maybach S
- sportowe – (segment G ewent. segment S[2][3], ang. sport coupes) – klasa samochodów obejmująca bardzo dużą grupę pojazdów. Standardowo znajdują się tu pojazdy o nadwoziu dwu-, ewentualnie trzydrzwiowym coupé:
  - luksusowe i sportowe coupé - pojazdy będące osobnymi modelami, prezentujące sportowy i/lub ekstrawagancki styl coupé (np. BMW serii 6, Jaguar XK, CLK/CL, Infiniti Q60, Maserati GranTurismo, Porsche 911)
  - samochody supersportowe - nazywane segmentem G+ pojazdy o bardzo wysokich osiągach, stworzone albo jako modele z założenia osiągające duże prędkości i wysokie przyśpieszenia, albo też jako drogowe wersje samochodów wyczynowych (Audi R8, Mercedes SLR, Bugatti 16.4 Veyron, BMW serii 1, Chevrolet Corvette, Ferrari 599 GTB Fiorano/Enzo, Lamborghini Aventador, Mercedes-AMG GT, Porsche 911 GT2/GT3/Turbo, Pagani Zonda, Saleen S7)

Coraz częściej jednak przypisuje się do tej grupy także sportowe wersje samochodów z innych segmentów, technicznie wyraźnie różniące się od swoich podstaw:
- - sportowe i ekstremalne wersje samochodów z niższych półek, nierzadko będące cywilnymi odpowiednikami pojazdów wyczynowych (np. Ford Focus RS, Volkswagen Golf R32, Subaru Impreza WRX STi, Mitsubishi Lancer Evolution)
  - bardzo mocne, często usportowione wersje samochodów wyższej klasy (np. Audi RS4/RS6, BMW M3/M5, Lexus IS F, Mercedesy AMG, Jaguar XJR/XFR)
  - czterodrzwiowe limuzyny, które już z założenia mają prezentować sportowy styl coupé (np. Aston Martin Rapide, Audi A7, Maserati Quattroporte, Mercedes-Benz CLS, Porsche Panamera, Volkswagen CC)
- kabriolety (segment H) – samochody ze składanym, twardym bądź miękkim dachem, lub też całkowicie pozbawione dachu. Mogą być one otwartymi wersjami samochodów zawartych w segmencie G, inne dostępne są wyłącznie jako kabriolety lub roadstery. Przykłady: Mazda MX-5, Audi TT Roadster, Alfa Romeo Spider, BMW serii 6 Cabrio, Ferrari F430 Spider, Honda S2000, Porsche 911 Carrera Cabrio, Toyota MR2.
- klasa samochodów terenowych (segment J ewent. segment I[4][2], ang. sport utility cars) – samochody prezentujące cechy umożliwiające jazdę w terenie. Oprócz typowych samochodów terenowych, jak np. Jeep Wrangler, Jeep Cherokee, Land Rover Defender, Range Rover, Mercedes-Benz klasy G, Toyota Land Cruiser, do tej grupy zalicza się również samochody przypominające pojazdy terenowe, choć w praktyce są to przeznaczone do jazdy po twardych drogach:
  - SUV – duże, luksusowe samochody o kształtach samochodu terenowego, np. Audi Q7, BMW X5, Mercedes-Benz klasy GL/ML, Porsche Cayenne, Infiniti QX70, Chevrolet Traverse, Saab 9-7X, Volkswagen Touareg, Volvo XC90, Jeep Grand Cherokee, Kia Sorento.
  - SAV - mniejsza odmiana SUV, np. Audi Q5, BMW X3, Citroën C-Crosser, Mercedes-Benz klasy GLK, Peugeot 4007, Volkswagen Tiguan, Volvo XC60, Chevrolet Equinox
  - cross-over – samochody o cechach SUV kojarzone z segmentem C, np. Chevrolet Captiva, Renault Koleos, Nissan Qashqai, Peugeot 3008, Ford Kuga, Opel Antara, SsangYong Korando
  - SAC – SUV o wyraźnym wyglądzie i zacięciu sportowym, np. BMW X6, Spyker Peking-To-Paris
- vany (segment M lub segment K[4][2], ang. multi purpose cars) – klasa obszernych samochodów mogących zabrać przynajmniej 5 osób wraz z dużym bagażem. W tej klasie również istnieje swego rodzaju podział, gdyż vany są zarówno dużymi, oddzielnymi modelami (Toyota Sienna, Chrysler Voyager, Mazda MPV, Volkswagen Sharan, Peugeot 807, Lancia Phedra, Renault Espace), jak i mniejszymi samochodami o wielu elementach wspólnych z samochodami segmentów D, C, a nawet niższych (Citroën Xsara Picasso, Opel Zafira, Ford C-Max, Škoda Roomster, Mercedes-Benz klasy B). Swego rodzaju podkategorią jest też typ luksusowych samochodów jednobryłowych, które łączą cechy vanów ze standardami limuzyn wyższej klasy (Mercedes-Benz klasy R)

### Klasy samochodów osobowych według wielkości i ceny (Ameryka Północna)
- samochody osobowe
  - subkompaktowe (subcompact) – Chevrolet Aveo, Toyota Yaris
  - kompaktowe (compact) – Chevrolet Cruze, Dodge Dart, Honda Civic Sedan, Volkswagen Jetta
  - klasa sportowych sedanów (sports sedans) – Audi A4, Infiniti Q50, Saab 9-3 Aero, Volvo S60
  - klasa średnia (mid-size) - najpopularniejsza klasa samochodów osobowych w USA – Chevrolet Malibu, Mercury Milan, Ford Fusion, Honda Accord, Nissan Altima, Toyota Camry
  - klasa luksusowa (luxury) – Audi A8, BMW serii 7, Jaguar XJ, Lexus LS, Infiniti M45, Cadillac XTS, Lincoln Town Car, Mercedes-Benz klasy S, Maybach 62, Maybach 57
  - klasa pełnowymiarowa (full-size) – Chevrolet Impala, Buick LaCrosse, Buick Lucerne, Chrysler 300, Ford Taurus, Mercury Sable, Toyota Avalon
  - krążowniki szos (road cruiser, obecnie zaliczane do klasy full-size) – używane głównie przez służby publiczne, klasyczne, bardzo duże samochody osobowe o konstrukcji samonośnej lub półramowej. np.: Ford Crown Victoria, Mercury Grand Marquis

Dodatkowo w USA istnieją specyficzne klasy:
- hot-rod – jedyna klasa nieseryjna. Należą do niej samochody ze zmodyfikowanymi przez właścicieli nadwoziami youngtimerów i oldtimerów oraz ze zmodyfikowanymi lub wymienionymi elementami zawieszeń i silników. Nie posiadają statusu samochodów zabytkowych. W USA dopuszcza się je do ruchu na specjalnych zasadach (w zależności od stanu).
- muscle cars - powstała w latach 60. poprzez seryjne stosowanie potężnych silników o pojemnościach od 5,0 do 8,0 l (przeważnie V8, ale niekoniecznie) o dużych mocach i napędem na tył oraz dwudrzwiowego nadwozia o długości przynajmniej 5 metrów. Klasyczny muscle car jest zazwyczaj wyprodukowany w Australii bądź w Stanach Zjednoczonych pomiędzy rokiem 1964 a 1975. Pierwszym przedstawicielem tego segmentu był Pontiac Tempest z opcją GTO.
- pony cars - samochód o „kompaktowym” nadwoziu (przynajmniej mniejszy niż muscle car) o sportowej stylistyce i ze stosunkowo mocnym silnikiem. Po wyjściu pierwszego pony car, czyli Forda Mustanga, od którego wzięła się nazwa pony (kucyk), ustanowiono kryteria nowego segmentu: stylowe i sportowe stylizowane nadwozie (długa maska i krótka pokrywa bagażnika), montowane z części masowo produkowanych pojazdów, przystępna cena bazowej odmiany, możliwie długa lista wyposażenia dodatkowego w celu maksymalnego spersonalizowania samochodu przez nabywcę oraz marketing i reklama nastawiona była na młodego wiekiem nabywcę.

### Podział pozostałych samochodów według wielkości
- samochody sportowe – to najtrudniejsza do sklasyfikowania grupa. Najpierw określamy typ nadwozia, a potem wielkość:
  - zamknięte: coupé, targa np. Porsche 911 Targa
  - otwarte: kabriolet, coupe-cabriolet, spider, roadster

Następnie dzielimy według wielkości (dotyczy głównie samochodów bazujących na samochodach osobowych):
- - małe – Opel Tigra Twin Top
  - kompaktowe (GTi) – sportowe wersje samochodów kompaktowych. Przykłady: Opel Astra OPC, Volkswagen Golf GTi
  - średnie – przykłady: Hyundai Veloster, Porsche 987 Boxster, Toyota GT-86
  - średnie (osobowe) – sportowe wersje samochodów osobowych. Przykłady: Audi S4/RS4, BMW M3
  - duże – konstrukcje własne, dwuosobowe (ew. 2+2) ze wskazaniem na osiągi. Przykłady: Ferrari F12berlinetta, Mercedes-Benz klasy SL, Porsche 911
  - duże (osobowe) – sportowe wersje samochodów osobowych. Przykłady: Audi RS6, BMW M5, Dodge Charger R/T Daytona
  - GT – gran turismo (ang.: grand tourer) – duże dwu lub czteroosobowe samochody sportowe mające zapewnić osiągi w komfortowych warunkach wszystkim pasażerom. Przykłady: Aston Martin Vanquish, Bentley Continental GT, Ferrari 456, Maserati GranTurismo, Mercedes-AMG GT
  - supersportowe – bezkompromisowe samochody o najwyższych osiągach. Przykłady: Ferrari Enzo, Lamborghini Murciélago, McLaren F1, Porsche Carrera GT

Samochody sportowe można też podzielić według takich parametrów jak: moc, moment obrotowy, masa własna, rodzaj silnika (liczba cylindrów, rodzaj zapłonu, doładowany czy wolnossący).
- minivany – MPV (ang. Multi Purpose Vehicles)
  - małe – Kia Venga, Fiat 500L, Renault Modus, Toyota Verso-S
  - kompaktowe – Ford C-Max, Citroën C4 Picasso, Renault Scénic, Volkswagen Touran
  - średnie – Chrysler Voyager, Kia Carnival/Sedona, Peugeot 807, Renault Espace, Ford Galaxy
  - duże – Chrysler Grand Voyager, Ford Flex
- samochody SUV (ang. Sport Utility Vehicles) – sportowo-użytkowe – przeważnie o konstrukcji samonośnej
  - małe – Suzuki Vitara,
  - kompaktowe – Land Rover Freelander, Hyundai ix35, Honda HR-V, Kia Sportage, Toyota RAV4, Suzuki Grand Vitara,
  - średnie – Audi Q5, BMW X3, Honda CR-V, Hyundai Santa Fe, Volkswagen Tiguan
  - duże – Audi Q7, BMW X5, Hyundai ix55, Kia Sorento, ML, Nissan Murano, Porsche Cayenne, SsangYong Rexton, Volkswagen Touareg
- samochody terenowe (o konstrukcji ramowej)
  - małe – Suzuki Jimny,
  - kompaktowe – Jeep Wrangler,
  - klasa średnia – Chevrolet S-10 Blazer,
  - klasa wyższa-średnia – Chevrolet TrailBlazer, Ford Explorer, Hyundai Terracan, Land Rover Discovery, Toyota Land Cruiser
  - duże – Ford Expedition, Nissan Patrol, Toyota Land Cruiser 100
  - bardzo duże – Chevrolet Suburban, Ford Excursion
- samochody pick-up o konstrukcji samonośnej
  - małe – Chevrolet Montana, Fiat Strada
  - kompaktowe – Ford Escort Pick-Up (nieprodukowany)
  - klasa średnia – Subaru Baja
  - klasa wyższa-średnia – Holden Ute
- samochody pick-up o konstrukcji ramowej
  - średnie – Chevrolet Colorado, Dodge Dakota, Mitsubishi L200, Nissan Pick-Up, Toyota Hilux
  - duże – Chevrolet Silverado, Dodge Ram, Ford F150, Toyota Tundra
- samochody dostawcze
  - mały furgon – samochody, które są w stanie pomieścić europaletę. Przykłady: Citroën Berlingo, Fiat Doblò, Peugeot Partner, Renault Kangoo, Opel Combo, Polonez Truck, Škoda Praktik, Volkswagen Caddy
  - duży furgon – samochody dostawcze o ładowności do 3,5 tony o nadwoziach furgonowych lub skrzyniowych. Przykłady: Honker Cargo, Ford Transit, Hyundai H-1, Kia K2700/Pregio, Volkswagen Transporter
- samochody hybrydowe – Toyota Prius
- samochody niszowe – Citroën C3 Pluriel, Chrysler PT Cruiser, Volkswagen Beetle, Renault Latitude

## Podsumowanie
Powyższy podział ma charakter orientacyjny i ma ułatwić wszystkim zainteresowanym 
poruszanie się po rynku. Należy jednak pamiętać, że nie istnieją sztywne granice i reguły przyporządkowywania. Jeżeli chodzi o wielkość, to parametrami decydującymi są: długość, rozstaw osi, szerokość, obszerność wnętrza, paleta silników. Oznacza to, że klasy się zazębiają i istnieją samochody z pogranicza, które można przyporządkować do dwóch klas. Przykłady:
- samochody osobowe
  - segment C/D – Škoda Octavia, Volkswagen Jetta, Toyota Corolla
  - segment D/E – Volvo V70, Volvo S60, Škoda Superb

Innym przykładem są pół-minivany, będące czymś pomiędzy hatchbackami a minivanami, takie jak: Suzuki Liana, czy Volkswagen Golf Plus.